# Thomas Stenström
Karl Thomas Stenström, född 19 januari 1988 i Uddevalla, Göteborgs och Bohus län, är en svensk artist och låtskrivare.

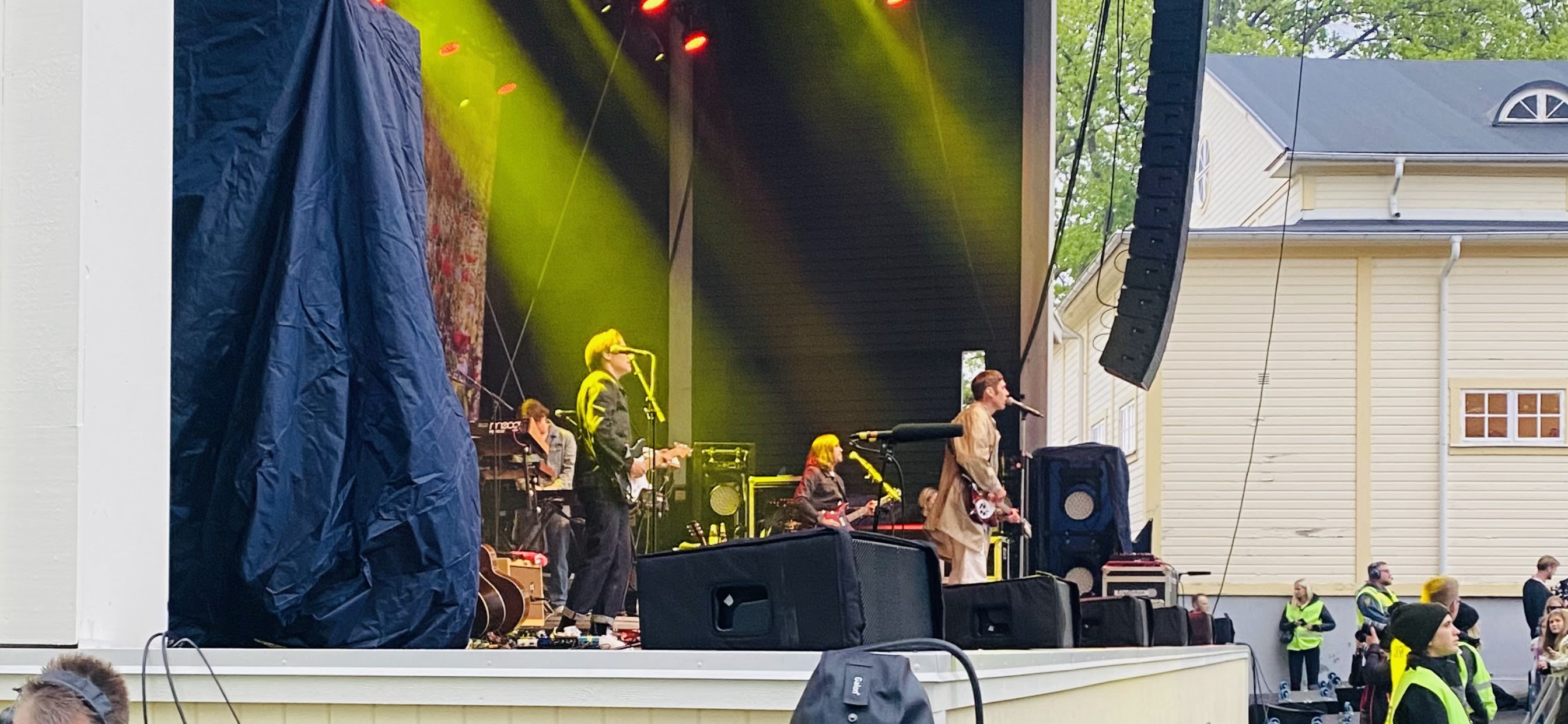
Thomas Stenström i Huskvarna Folkets park i maj 2022.

## Biografi
Stenström är uppvuxen i Uddevalla. I 10-årsåldern började han skapa musik hemma, och i 20-årsåldern började han ta musikkarriären på allvar, och skriva sångtexter på svenska i stället för engelska. I tonåren hade han även utövat fotboll.
I juni 2012 släppte han sitt debutalbum Nåt annat, nån annanstans och låten "Detsamma" fick stor spridning. Två år senare började saker hända på riktigt; 2014 kom albumet Fulkultur och singeln "Slå mig hårt i ansiktet" fick stor spridning på bland annat Spotify. Låten blev nominerad till både årets bästa låt vid P3 Guldgalan samt Grammisgalan. Stenström framförde även låten live tillsammans med fullt band på den förstnämnda galan. Singeln blev anmäld till granskningsnämnden sedan den spelats i Sveriges Radio P4. Anmälaren ansåg att låten var ett hån mot personer som utsatts för misshandel, och att man inte ”[…] behöver uppmana till mer våld i en rikstäckande radiokanal”. 
2017 släppte Thomas Stenström 2017 sitt tredje album, Rör inte min kompis, producerat av Björn Yttling. På låten "Det här är inte mitt land" samarbetade han med Silvana Imam.
2019 släppte Stenström EP-skivan Uddevalla Dreamer. Ett antal månader därefter följde hans fjärde album Dreamer, på vilken han bland annat samarbetade med producenten Jens Resch.
I december 2020 släppte Stenström en egen version av den klassiska skotska nyårssången "Auld Lang Syne" under titeln "Ser du månen där du är ikväll? (Tillsammans igen)" med nyskriven svensk text. Låten gjordes som ledmotiv till Cancerfondens årliga julfilm, och den nådde under de närmaste månaderna stora listframgångar, med en tredje plats som sin högsta placering på Sverigetopplistan.
2021 släppte Stenström sitt femte album, Spring baby spring. Under hösten samma år medverkade han i den tolfte säsongen av Så mycket bättre, där han bland annat framförde uppmärksammade covers av Sugarplum Fairys "Sweet Jackie" och Melissa Horns "Jag saknar dig mindre och mindre".
Inför Grammisgalan 2024 nominerades Stenström i fem kategorier varav han vann Årets artist och Årets pop med albumet Superlativ 97.

## Diskografi

### Album
| År   | Titel                     |  | SVE |
| ---- | ------------------------- |  | --- |
| 2012 | Nåt annat, nån annanstans |  | —   |
| 2014 | Fulkultur                 |  | 6   |
| 2017 | Rör inte min kompis!      |  | 26  |
| 2019 | Dreamer                   |  | 38  |
| 2021 | Spring baby spring        |  | 2   |
| 2023 | Superlativ 97             |  | 1   |

### EP
| År   | Titel                                | SVE |
| ---- | ------------------------------------ | --- |
| 2019 | Uddevalla Dreamer                    | 15  |
| 2021 | Så mycket bättre 2021 - Tolkningarna | 5   |

### Singlar

#### Som huvudartist
| År   | Titel                                               | SVE | Album / EP                           |
| ---- | --------------------------------------------------- | --- | ------------------------------------ |
| 2012 | Detsamma                                            | —   | Nåt annat, nån annanstans            |
| 2012 | Full av liv                                         | —   | Nåt annat, nån annanstans            |
| 2012 | Krossade drömmar                                    | —   | Nåt annat, nån annanstans            |
| 2013 | Dansen före döden                                   | —   | i.u.                                 |
| 2014 | Slå mig hårt i ansiktet                             | 11  | Fulkultur                            |
| 2015 | Det är inte lätt att leva                           | —   | i.u.                                 |
| 2016 | Allt jag har                                        | —   | Rör inte min kompis!                 |
| 2016 | Det här är inte mitt land (feat. Silvana Imam)      | —   | Rör inte min kompis!                 |
| 2016 | På en vacker dag (feat. Amanda Jenssen)             | —   | Rör inte min kompis!                 |
| 2017 | Palma de Mallorca                                   | —   | i.u.                                 |
| 2017 | Förlorare utan chans (med Den svenska björnstammen) | —   | i.u.                                 |
| 2019 | Adios amigos                                        | —   | Uddevalla Dreamer                    |
| 2019 | Himlen över city                                    | 75  | Uddevalla Dreamer                    |
| 2019 | Bam Bam                                             | —   | Uddevalla Dreamer                    |
| 2019 | Nån annan                                           | 50  | Dreamer                              |
| 2020 | Röda himlar                                         | —   | i.u.                                 |
| 2020 | Västerbron (feat. NEIKED)                           | 90  | i.u.                                 |
| 2020 | Ser du månen där du är ikväll? (Tillsammans igen)   | 3   | i.u.                                 |
| 2021 | Det är nog aldrig för sent för oss två              | 25  | Spring baby spring                   |
| 2021 | Nätterna                                            | 67  | Spring baby spring                   |
| 2021 | Hej hallå!                                          | 52  | Spring baby spring                   |
| 2021 | Hotel Amigo (med First Aid Kit)                     | 56  | Spring baby spring                   |
| 2021 | Spring baby spring                                  | 40  | Spring baby spring                   |
| 2021 | Taxi taxi                                           | —   | Spring baby spring                   |
| 2021 | Silverblå                                           | —   | Spring baby spring                   |
| 2021 | Saknar du mig nu?                                   | —   | Spring baby spring                   |
| 2021 | Gator utan namn                                     | —   | Spring baby spring                   |
| 2021 | Göteborg                                            | —   | Spring baby spring                   |
| 2021 | Sweet Jackie                                        | 19  | Så mycket bättre 2021 - Tolkningarna |
| 2021 | Drömmare                                            | 22  | Så mycket bättre 2021 - Tolkningarna |
| 2021 | Du kommer sakna mig mindre och mindre               | 12  | Så mycket bättre 2021 - Tolkningarna |
| 2021 | Moviestar                                           | —   | Så mycket bättre 2021 - Tolkningarna |
| 2021 | Till slutet av augusti                              | 97  | Så mycket bättre 2021 - Tolkningarna |
| 2021 | Gubben i lådan (med Miriam Bryant)                  | 47  | Så mycket bättre 2021 - Tolkningarna |
| 2022 | Gråter om du vill (med Miriam Bryant)               | 2   | i.u.                                 |
| 2022 | Väntar på en solig dag                              | 71  | i.u.                                 |
| 2022 | Sista sommaren                                      | 9   | i.u.                                 |
| 2023 | Andas in andas ut                                   | —   | i.u.                                 |
| 2023 | Solen                                               | —   | i.u.                                 |

#### Gästsinglar
| År   | Titel                                                      | SVE | Album / EP    |
| ---- | ---------------------------------------------------------- | --- | ------------- |
| 2016 | Cowboy (NEIKED feat. Thomas Stenström)                     | —   | i.u.          |
| 2020 | Dom får mig aldrig levande (Petter feat. Thomas Stenström) | 35  | Varholmsgatan |

## Kompositioner
- Andas in andas ut, skriven tillsammans med Johan Lindbrandt och Robin Stjernberg.[17]

- På en vacker dag, skriven tillsammans med Isak Friberg, David Axelsson och Johan Jonasson.[18]

- Förlorare utan chans, skriven tillsammans med Den svenska björnstammen.[19]

- Palma de Mallorca, skriven tillsammans med Joel Humlén.[20]

- Så så så säg, skriven tillsammans med Christian Olsson och David Axelsson.[21]

- Mina polare, skriven tillsammans med Christian Olsson och Johan Jonasson.[21]

- Luffareblod.[21]

- Kanske just idag, skriven tillsammans med David Axelsson och Johan Jonasson.[21]

- På en vacker dag, skriven tillsammans med David Axelsson, Isak Friberg och Johan Jonasson.[21]

- Eldorado, skriven tillsammans med Joakim Linder och Joel Humlén.[21]

- Sthlm Blvd, skriven tillsammans med David Axelsson och Johan Jonasson.[21]

- Tårar torkar långsamt, skriven tillsammans med Joel Humlén.[21]

- Kostym.[21]

- Det här är inte mitt land, skriven tillsammans med Joel Humlén.[22]

- Allt jag har, skriven tillsammans med Björn Yttling, David Axelsson och Johan Jonasson.[23]

- Det är inte lätt att leva, skriven tillsammans med David Larsson och Joel Humlén.[24]

- Brorsan.[24]

- Forever Young, skriven tillsammans med David Axelsson.[25]

- Blixtar och dunder.[25]

- Elvis, Einstein och jag, skriven tillsammans med David Larsson och Joel Humlén.[25]

- När allting faller, skriven tillsammans med Joel Humlén.[25]

- Dirty Harry och en tung refräng.[25]

- Fåglar, skriven tillsammans med Joel Humlén.[25]

- Vårt paradis, skriven tillsammans med David Larsson.[25]

- Trasig med mig, skriven tillsammans med Joel Humlén.[25]

- Ingen fick se hur vackra vi var.[25]

- Slå mig hårt i ansiktet, skriven tillsammans med David Larson och Joel Humlén.[26]

- Dansen före döden, skriven tillsammans med Joel Humlén.[27]

- Fatta de.[28]

- Svart ögon.[28]

- Jag kommer aldrig mer tillbaks.[28]

- Skall aldrig mer få bränna mig.[28]

- Springer om er.[28]

- Vill ni ha mod (?).[28]

- Ge mig en dag till, är skriven tillsammans med Joakim Linder.[28]

- Där och då.[28]

- Krossade drömmar, skriven tillsammans med Frida Sundemo och Joel Humlén.[29]

- Full av liv.[30]

- Detsamma, skriven tillsammans med Viktor Rådström och Adam Salomon.[31]

## Utmärkelser
- 2010: Ted Gärdestadstipendiet[32]